# Manne Dipico
Manne Emsley Dipico (né le 21 avril 1959 à Greenpoint, Kimberley, Province du Cap) est un homme politique d'Afrique du Sud, membre de l'ANC et Premier ministre de la province du Cap-nord entre 1994 et 2005. 

## Biographie
Mineur de la région de Kimberley (capitale du diamant), il travaille chez De Beers, Mine Finsch en 1980 durant 4 mois en tant qu'ajusteur et aide, avant d'être renvoyé pour avoir mené une grève d'ouvriers. Syndiqué à la COSATU, adhérant au Parti communiste, membre décisionnaire de l'Organisation des étudiants azaniens, il fait toutes sortes de boulot pour accroître les revenus familiaux et payer ses études en gestion du personnel à l'université. En 1982, il rejoint les structures clandestines de l'ANC dans la province du Cap puis devient un membre régional de l'exécutif du Front démocratique uni de la province du Cap-Nord. Dipico sera cependant expulsé de l'Université de Fort Hare pour son engagement politique et en 1987 sera emprisonné pendant cinq ans pour son militantisme contre le régime d'apartheid. 
Libéré en 1990, secrétaire régional de l'ANC pour la région du Cap-Nord à partir de 1991, il devient naturellement le coordinateur du comité d'élections de l'ANC pour la future province du Cap-Nord en 1993. 
Lors du scrutin provincial de 1994 au Cap-nord, c'est grâce à son charisme que la liste ANC qu'il dirige parvient in extremis à devancer celle du Parti national.
Le 7 mai 1994, il est élu Premier ministre de la Province du Cap-Nord. 
Il hérite alors d'une toute nouvelle province, désertique à l’immense superficie de 330 000 kilomètres carrés, le tiers du territoire sud-africain, pour 700 000 habitants, sans aucune administration spécifique antérieure. 
Il n'hésite pas à désigner un député du Front de la liberté (Freedom Front - extrême droite afrikaner) comme ministre à la Jeunesse pour se concilier, avec succès, une population blanche très conservatrice. C'est à ce ministre que sera confié l’organisation de la « Journée de la jeunesse », le 16 juin 1994, date anniversaire des émeutes de Soweto de 1976. 
Membre du Comité central du Parti communiste sud africain (SACP) de 1995 à 1998, son mode de gouvernement sera récompensé par les électeurs au départ méfiant et il sera largement réélu en 1999 et en 2004, cède son fauteuil de premier ministre à Dipuo Peters. Dipico aura été un des deux Premiers ministres de province qui restera le plus longtemps en fonction sans subir de scandales politiques. 
En novembre 2005, la De Beers, premier producteur mondial de diamant, annonça la cession de 26 % de ses mines sud-africaines au consortium noir, Ponahalo, présidé par Manne Dipico. Détenu à 50 % par les salariés sud-africains de De Beers et à 50 % par un consortium d'investisseurs noirs (au premier rang desquels Manne Dipico), Ponahalo devra investir chaque année 10 % de ses dividendes dans des zones où De Beers est présent afin de renforcer le tissu économique local.
En devenant le vice-président de la filiale sud-africaine de la compagnie De Beers, Manne Dipico possédera désormais une fortune « sur papier » de 43 millions d'euros, sans débourser un rand, grâce à sa participation de 9 % dans Ponahalo. 